# یادگیری زبان به کمک رایانه

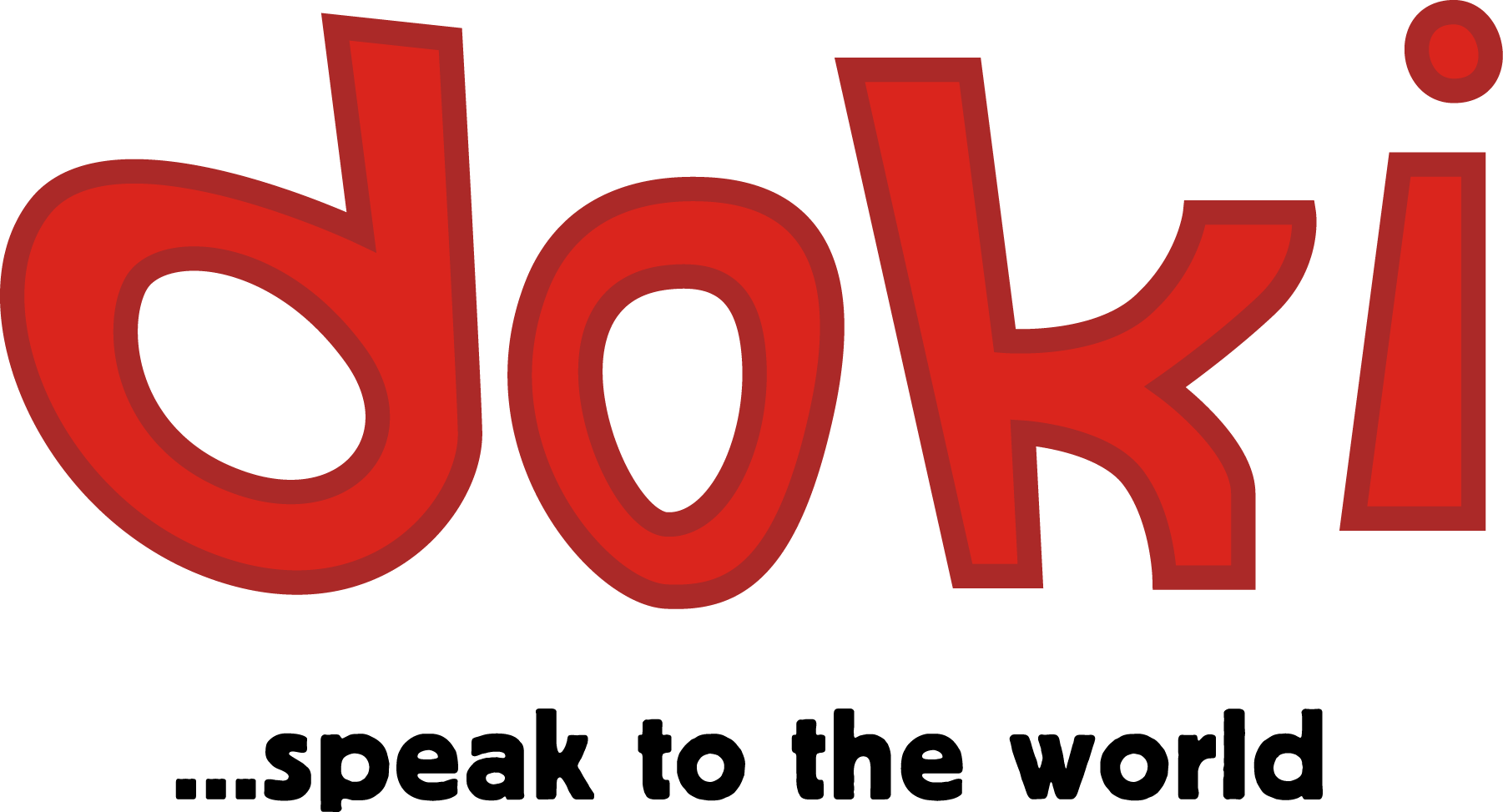
لوگوی اپلیکیشن Doki

یادگیری زبان به کمک رایانه (انگلیسی: Computer-assisted language learning (CALL)) که به آن Computer-aided Language Instruction (CALI) نیز می‌گفته‌اند، به شکل خلاصه در اثر لوی چنین تعریف شده‌است: «جستجو و بررسیِ کاربردهای رایانه در آموزش و یادگیری زبان». کال دربرگیرندهٔ طیف گسترده‌ای از کاربردهای فناوری اطلاعات و ارتباطات و رویکردها به آموزش و یادگیری زبان خارجی است، که هم شامل برنامه‌های «سنتی» مشق-و-تمرین می‌شوند (که مشخصهٔ کال در دهه‌های ۱۹۶۰ و ۱۹۷۰ بود) و هم صورتهای جدید کال: که در فضای مجازی یادگیری و آموزش از راه دور بر پایهٔ وب استفاده می‌شوند. کال همچنین شامل استفاده از پیکره‌های نوشتاری، تختهٔ هوشمند، ارتباطات به واسطهٔ رایانه، یادگیری زبان در فضای مجازی، و یادگیری زبان به کمک موبایل می‌شود. واژهٔ CALI (computer-assisted language instruction) پیش از کال استفاده می‌شده‌است، ولی دیگر در میان مدرسان زبان رایج نیست، چون رویکردی معلم-محور (آموزشی) دارد در صورتی که مدرسان زبان گرایش بیشتری به رویکرد دانش‌آموز-محور دارند که تمرکزش بر یادگیری‌ست و نه یاد دادن. در اوایل دههٔ ۱۹۸۰ کال کم‌کم جایگزین کالی شد.
فلسفهٔ رایج کال تأکید بیشتر را بر مواد دانش‌آموز-محور می‌گذارد و این فرصت را به زبان‌آموز می‌دهد که خودش کار کند. این مواد می‌تواند ساختاریافته یا ساختارنیافته باشند، ولی معمولاً دو ویژگی مهم را در بر می‌گیرند: یادگیری تعاملی و یادگیری شخصی‌شده. کال در واقع ابزاری‌ست که به مدرسان کمک می‌کند تا فرایند یادگیری زبان را تسهیل کنند. کال می‌تواند هم برای تقویت مطالب یادگرفته شده در کلاس به کار رود و هم به عنوان ابزاری کمکی برای زبان‌آموزانی که به پشتیبانی بیشتری نیاز دارند.
معمولاً در طراحی مواد کال اصول آموزش‌شناسی و روش‌شناسی زبان در نظر گرفته می‌شوند، که ممکن است از نظریه‌های گوناگون (رفتارگرایانه، شناختی، ساخت‌گرایانه) و نظریه‌های فراگیری زبان دوم (مانند فرضیهٔ ورودی استیون کرَشن) برای آن استفاده شود.

## فلش‌کارت
یکی از ابزار اساسی کال استفاده از فلش‌کارت‌ها در فراگیری واژگان است که به برنامه‌های کاملاً ساده‌ای نیاز دارد. در این برنامه‌ها معمولاً از تکرار فاصله‌مند استفاده می‌شود، تکنیکی که در آن زبان‌آموز با فاصله‌های هر چه بیشتر با واژگانی رو به رو می‌شود که می‌خواهد به حافظهٔ درازمدتش منتقل شوند. این موضوع به توسعهٔ سیستم‌های تکرار فاصله‌مند منجر شده‌است که نرم‌افزارهای کاربردی‌ای مانند آنکی، سوپرمِمو، بی‌وای‌کِی‌آی و … در میان آنها قرار دارند.

## طراحی نرم‌افزار و آموزش‌شناسی
در طراحی نرم‌افزارهای مربوط به کال، مهمتر از همه باید به آموزش‌شناسی به دقت توجه شود (چیزی که کمتر مورد توجه قرار می‌گیرد). علاوه بر آن، رویکردها به آموزش زبان همیشه در حال تغییر است: از روش گرامر-ترجمه، تا روش مستقیم، شنیداری-گفتاری و چندین رویکرد دیگر از جمله روش‌های جدیدتری مانند آموزش زبان ارتباطی و ساخت‌گرایی.

## اینترنت
از اوایل قرن ۲۱، نرم‌افزارهای کاربردی وب ۲٫۰ رشد سریعی داشته‌اند، که فضای تعامل و به اشتراک‌گذاری را مناسب‌تر کرده‌است. بعضی از این نرم‌افزارهای کاربردی مورد استفادهٔ مدرسان:
- ذخیره و به اشتراک‌گذاری تصویر
- بوکمارک اجتماعی
- فهرست بحث، وبلاگ، ویکی، سرویس شبکه‌های اجتماعی
- اتاق گفتگو و دنیای مجازی
- پادکست
- ابزار صوتی
- نرم‌افزارهای کاربردی سرویس اشتراک ویدئو و اسکرین‌شات
- فیلم، موسیقی و …
- مش‌آپ
- آموزش زبان به کمک وبلاگ[۱۱]

تردیدی نیست که وب در مرکز توجه مدرسان زبان قرار گرفته که می‌توانند از امکانات گستردهٔ آن استفاده‌های خلاقانه کنند. مهمتر از همه اینکه استفاده از ابزارهای وب ۲٫۰ نیازمند بررسی دوبارهٔ نقش معلم در کلاس است.